# 中山一路 (蘆洲區)
中山一路（英語：Zhongshan 1st Rd.）是新北市蘆洲區的一條道路，分別通往三重區三和路與五股區四維路。本道路自與三重區交界起至三民路口是市道103號一部分, 為蘆洲區通往三重區與五股區主要道路，全長1.4公里。

## 行經路線
全線皆位於新北市蘆洲區內，起點接三重區三和路由東向西通往五股區四維路，正在新建中台北捷運環狀線北環段將於中山一路設置2座地下車站，期中徐匯中學站可轉乘中和新蘆線。

## 節點道路
- 永安北路
- 市道103甲線集賢路
- 北61線信義路
- 市道103號三民路
- 北63線中山二路(二次交會)
- 成功路
- 民生街
- 北61線和平路
- 永安南路

## 沿路設施
- 新北市私立徐匯高級中學(1號)

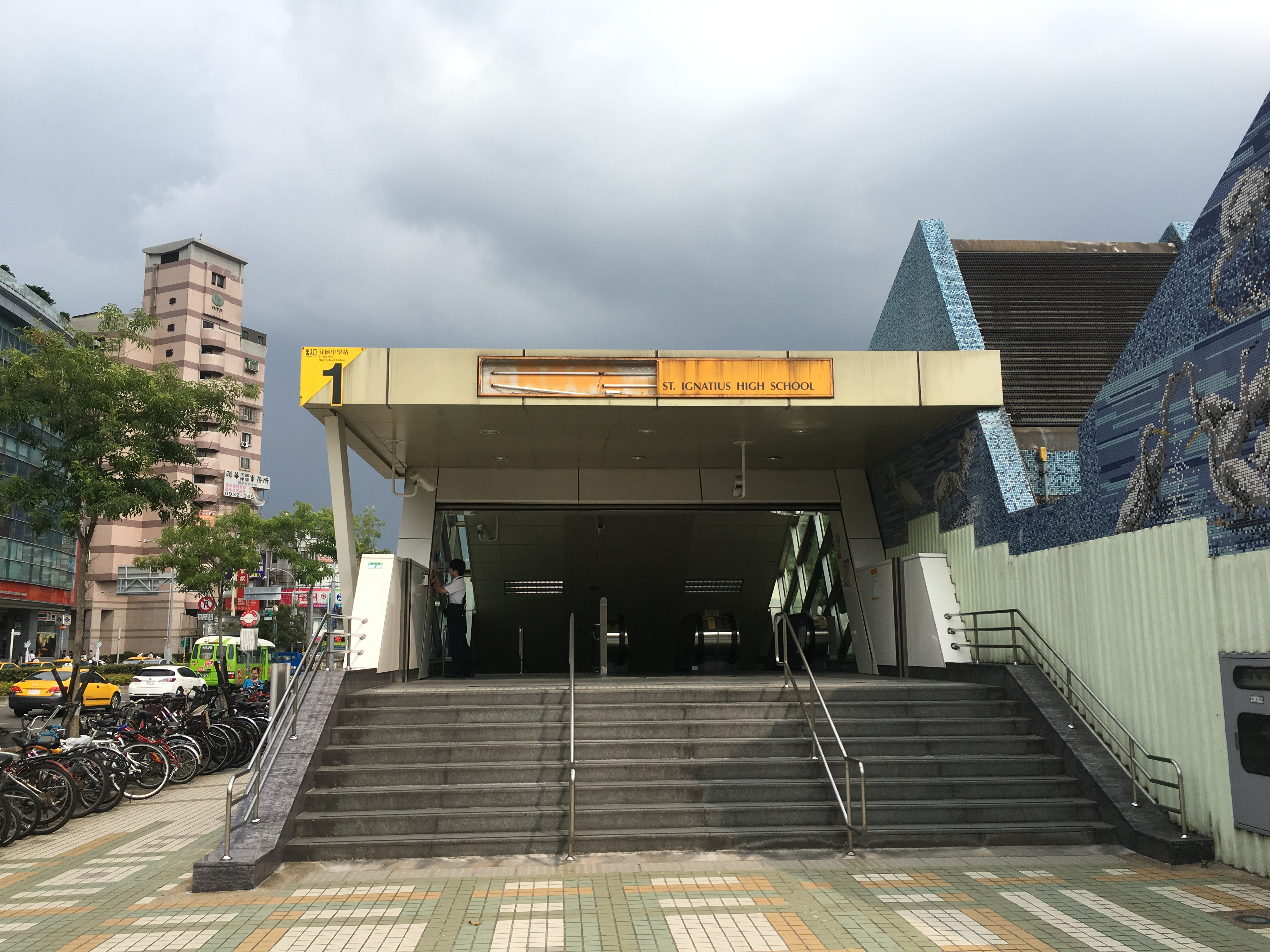
徐匯中學站1號出口

- 台北捷運 中和新蘆線/新建中環狀線北環段徐匯中學站(3號地下一樓)

- 徐匯廣場(8號)
- 成旅晶贊飯店台北蘆洲館(8號)
- 元大商業銀行蘆洲分行(10號)
- 第一商業銀行蘆洲分行(12號)

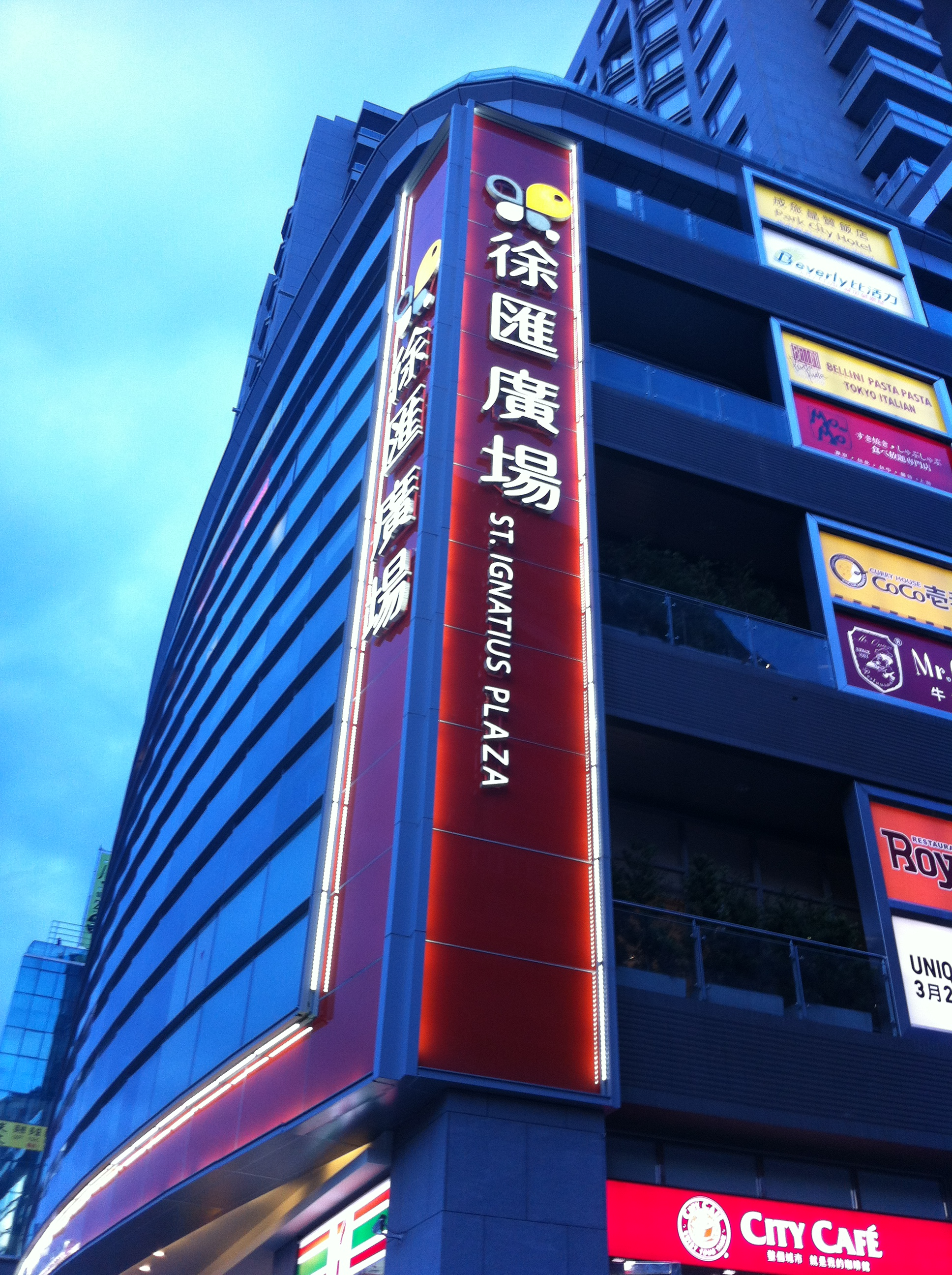
徐匯廣場

- 中華郵政蘆洲中山路郵局(三重17支)(37號)
- 臺灣土地銀行蘆洲分行(100號)
- 蘆洲區農會(129號)
- 華南商業銀行蘆洲分行(161號)
- 中國信託商業銀行蘆洲分行(211號)
- 全聯福利中心蘆洲中山店(228號)
- 北基加油站蘆洲站(310號)
- 新北市政府消防局第三救災救護大隊蘆洲分隊(415號)
- 全國加油站蘆洲站(417號)

## 公車站牌
該路公車站牌由東向西方向設置如下：
- 捷運徐匯中學站
- 民和公寓
- 溪墘
- 中山一路166號
- 中山一路
- 民生街口

## 新北市公共自行車租賃系統站點
該路新北市公共自行車租賃系統僅設1站點：
- 捷運徐匯中學站1號出口 (徐匯中學站1號出口旁)